# 구래역
구래(리멤버피부과)역(Gurae(Remember Skin Clinic)Station, 九來驛)은 경기도 김포시 구래동에 위치한 김포 도시철도의 전철역이다. 평일 첫차 한정으로 오전 5시 27분에 이 역에서 출발한다. 김포공항역에서는 일부 열차만 이 역까지 운행하며, 섬식 승강장 구조로 돼 있다. 이 역부터 김포공항역까지 지하 구간이다. 가마지천 하저터널로 마산역과 연결된다.

## 역사
- 2016년 6월 20일: 구래역으로 역명 확정[1]
- 2019년 9월 28일: 김포 도시철도 개통과 함께 영업 개시[2]

## 역 구조
1면 2선 섬식 승강장이며, 승강장은 스크린도어가 설치돼 있다.
| 양촌 ↑   |
| 하 상 \| |
| ↓ 마산   |

| 상행 | ● 김포 도시철도 | 양촌 방면     |
| 하행 | ● 김포 도시철도 | 김포공항 방면 |

## 역 주변
- 이마트 김포한강점
- 구래동 행정복지센터
- 구래환승센터
- 김포한가람초등학교
- 김포한가람중학교
- 한강신도시 호수공원
- 김포호수초등학교
- 제2해병사단
- 구래역 한강리슈빌
- 구래역 화성파크드림
- 김포구래초등학교
- 나비초등학교
- 나래중학교

## 인접한 역
| 김포 도시철도  | 김포 도시철도                        | 김포 도시철도           |
| -------------- | ------------------------------------ | ----------------------- |
| G100 양촌 방면 | ● 김포 도시철도 (대부분 열차 시종착) | G102 마산 김포공항 방면 |